# Retail and Brands
Uppslagsordet ”RNB” leder hit; se Rhythm and blues för musikgenren.
RNB Retail and Brands var ett företag som ägde, drev och utvecklade butiker och e-handel inom mode, konfektion, accessoarer, juveler och kosmetik. Fokus var att ge en service och köpupplevelse utöver det vanliga. Försäljning bedrevs genom koncepten Brothers, Departments & Stores, Man of a kind och Polarn O. Pyret. Koncernen hade cirka 240 butiker och e-handelsplatser i 10 länder. 
Bolaget noterades på Nasdaq Stockholm (Stockholmsbörsen) huvudlista i juni 2001.
Inom affärsområde Departments & Stores drevs avdelningar på NK i Stockholm och Göteborg.
RNB ägde tidigare även JC, som förvärvades 2006, men sålde det 2013 till Denim Island Group.
I december 2018 beslutade stämman att styrelsen skulle öka avkastningen till aktieägarna genom att separera bolagen. Verksamheterna Polarn O. Pyret, Departments & Stores och Man of a kind avyttrades i början av 2021, och Brothers avyttrades i november 2021.
RNB förvärvade Coala-Life genom en apportemission och bytte marknadsplats från Nasdaq Stockholm till Nasdaq First North. Aktien avnoterades från Nasdaq Stockholm den 8 november 2021 och Coala Life Group AB hade första handelsdag den 9 november 2021.
Företagsnamnet ändrades i november 2021 från RNB Retail and Brands AB till Coala-Life Group AB som en följd av förvärvet.
RNB hade fem VDar under åren: Lars Åke Tollemark fram till 2001, Christel Kinning 2003, Mikael Solberg 2003-2011, Magnus Håkansson 2011-2019, samt Kristian Lustin 2020-2021.